# أسفل مشط

تعديل مصدري - تعديل

أسفل مشط هي إحدى قرى عزلة القارة بمديرية رصد التابعة لمحافظة أبين، بلغ تعداد سكانها 258 نسمة حسب تعداد اليمن لعام 2004.